# پادشاهی لیختن‌اشتاین
پادشاهی لیختن‌اشتاین یک پادشاهی مشروطه است که قدرت از طریق موروثی منتقل می‌شود و پادشاه، رئیس کشور در لیختن‌اشتاین است. در حال حاضر، شاهزاده هانس ادام دوم دارندهٔ این مقام است.
خاندان لیختن‌اشتاین که در سال ۱۷۱۹ به صورت یک پادشاهی مستقل نامگذاری شدند، به قلعهٔ لیختن‌اشتاین در نیدراسترایش تعلق داشتند و این خانواده دستکم از سال ۱۱۴۰ تا سدهٔ سیزدهم و از سال ۱۸۰۷ تاکنون قدرت را در دست داشتند. پادشاهی لیختن‌اشتاین تنها پادشاهی باقی‌ماندهٔ اروپایی است که حق اولویت نخستین فرزند را سختگیرانه اجرا می‌کند.

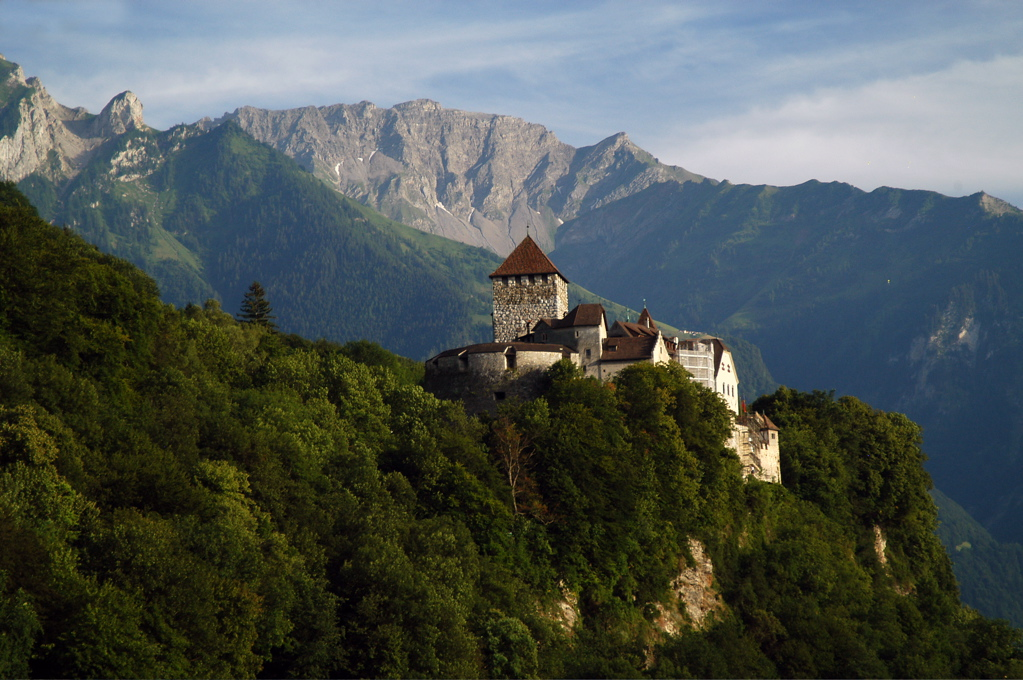
قلعه وادوز کاخ و اقامتگاه رسمی شاهزاده لیختن اشتاین است. این قلعه نام خود را از شهر وادوز، پایتخت لیختن‌اشتاین گرفته است که از بالای تپه مجاور آن مشرف است.